# Franse presidentsverkiezingen 1924

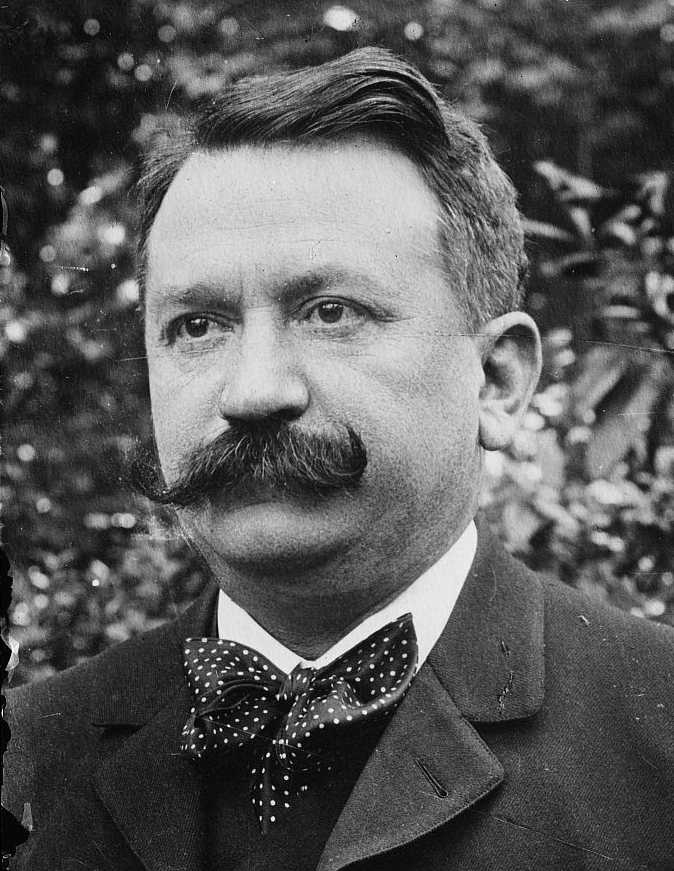
Gaston Doumergue

Op 13 juni 1924 vonden er in Frankrijk presidentsverkiezingen plaats. De verkiezingen werden gewonnen door Gaston Doumergue, die de eerste Protestantse president van Frankrijk werd.
De presidentsverkiezingen van 1924 waren de eerste presidentsverkiezingen waarbij een communist (SFIC) werd gekandideerd.
| Kandidaten         | politieke richting/partij  | ronde 1 |
| ------------------ | -------------------------- | ------- |
| Gaston Doumergue   | PRS                        | 59,88%  |
| Paul Painlevé      | republikeins-socialistisch | 35,93%  |
| Zéphyrin Camélinat | SFIC                       | 2,44%   |
| Anderen            | -                          | 0,87%   |